# Tokuhide Niimi
Tokuhide Niimi (Japans: 新実 徳英, Niimi Tokuhide) (Nagoya, 5 augustus 1947) is een Japans componist en muziekpedagoog.

## Levensloop
Nadat Niimi zijn Aichi Prefectural Asahigaoka high school voltooide studeerde hij eerst aan de Universiteit van Tokio in Hongo, Tokio en behaalde in 1970 zijn diploma aan de faculteit voor technologie. Vervolgens studeerde hij aan de Tokyo National University of Fine Arts and Music (東京藝術大学 Tōkyō Gei-jutsu Daigaku), nu: Tokyo University of the Arts, in Tokio bij Michio Mamiya, Akira Miyoshi en Teruyuki Noda. Aldaar behaalde hij in 1975 zijn Bachelor of Music en aan dezelfde universiteit in 1978 zijn Master of Music.
In 1977 behaalde hij een 1e prijs en de publieksprijs tijdens de 8e Internationale competitie voor balletmuziek in Genève. In 1982 werd hij bekroond met een speciale prijs voor creatieve toneelwerken tijdens het "Fine Arts Festival" door de Japan Agency for Cultural Affairs. In 1983 was hij naast Goffredo Petrassi jurylid tijdens de Internationale competitie voor balletmuziek in Genève (stad). In 2000 ontving hij de 18e Nakajima Kenzo Prijs.
Tegenwoordig is hij docent aan de Toho Gakuen School of Music, in Chofu, Tokio en gastdocent aan de Tokyo University of the Arts. Verder is hij lid van het bestuur van de Japanse componistenvereniging.
Als componist schrijft hij werken voor verschillende genres zoals werken voor orkest, harmonieorkest, muziektheater, maar vooral vocale muziek en werken voor traditionele Japanse instrumenten. Zijn werken worden gespeeld door zowel Japanse (NHK Symphony Orchestra etc.) als buitenlandse orkesten (Orchestre de la Suisse Romande, Radio Filharmonisch Orkest, BBC Scottish Symphony Orchestra, Orchestre philharmonique de Radio France).

## Composities

### Werken voor orkest

#### Symfonieën
- 1981 Symfonie nr. 1, voor orkest
- 1986 Symfonie nr. 2, voor gemengd koor en orkest

#### Concerten voor instrumenten en orkest
- 1973 Concert, voor slagwerk/percussie en orkest
- 1984 Concert nr. 1, voor piano en orkest
- 1993 "Eyes of the Creator" - Concert nr. 2, voor piano en orkest
- 2003 Concert "Cantus Vitalis", voor viool en orkest

#### Andere werken voor orkest
- 1977 Enlacage I, voor gemengd koor en orkest
- 1982 Waving, voor Japanse trommen en orkest
- 1985 Under Blue Skies, voor kinderkoor, gemengd koor, piano en orkest - tekst: Jun Maeda
- 1986 Ohju, voor orkest
- 1991 Heterorhythmix, voor orkest
- 1993 Chain of Life, voor kamerorkest
- 1994 Fu-Sui (Wind - Water), voor strijkers, percussie en celesta
- 1996 Cosmic Tree - Path of Soul, voor 20-snaren koto en orkest
- 1997 Spiral of the fire, voor orkest
- 1997 Fujin-Raijin, voor grote Japanse trom, orgel en orkest
- 1998 Towards the Silence, voor strijkorkest
- 1999 Solar Wind, voor orkest
- 2002 Anima Sonito, voor sopraan en orkest
- 2003 Forest Dances, voor orkest
- 2006 Symfonie concertante “Elan Vital”, voor orkest

### Werken voor harmonieorkest
- 1985 Water Divertimento, voor harmonieorkest
  1. The Birth of Water
  2. To the River
  3. And to the Sea
- 2009 Ave Maria, voor vrouwenkoor en harmonieorkest
- 2010 Chaconne S, voor harmonieorkest

### Muziektheater

#### Opera's
| Voltooid in | titel                          | aktes       | première                                  | libretto |
| ----------- | ------------------------------ | ----------- | ----------------------------------------- | -------- |
| 2004        | 白 鳥 (Shirotori) "White Bird" | 3 bedrijven | 2 september 2005, Nagoya, Aichi Expo 2005 |          |

### Vocale muziek

#### Werken voor koor
- 1976 Songs of Pun I, voor vrouwenkoor en piano - tekst: Shuntaro Tanikawa
- 1976 Songs of Pun II, voor mannenkoor en piano - tekst: Shuntaro Tanikawa
- 1980 Yonen Rentoh, voor gemengd koor en piano - tekst: Sachiko Yoshihara
- 1980 Mourning Song, voor gemengd koor en piano - tekst: Shuntaro Tanikawa
- 1981 Madrigal I, voor mannenkoor en slagwerk - tekst: Basho, Ohtomo-no-yakamochi en anderen
- 1981 Madrigal II, voor gemengd koor a capella - tekst: van de componist
- 1981 Enlacage IV, voor 4 groepen vrouwenkoren a capella (vocaliserend)
- 1984 Inori no Niji, voor mannenkoor en piano - tekst:  S. Toge en anderen
- 1984 The Bells, voor mannenkoor a capella - tekst: Edgar Alan Poe
- 1986 Milky way picture scroll, voor mannenkoor, trommen, slagwerk en piano - tekst: Edgar Alan Poe
- 1988 Children's Crusade, voor gemengd koor, slagwerk en piano - tekst: Berthold Brecht, Shiro Hasegawa
- 1988 Man and Woman, voor vrouwenkoor, Shamisen en contrabas - tekst: Sachiko Yoshiwara
- 1990 From Eternity, voor gemengd koor en piano (vierhandig) - tekst: Kakinomoto-no-Hitomaro[1]
- 1990 Indra, voor mannenkoor (vocalise) en piano
- 1991 Sara, voor vrouwenkoor (vocalise) en piano
- 1992 Fe Sinfonia, voor gemengd koor en twee piano's - tekst: van de componist (Latijn)
- 1992 Ou-no-kuni, voor gemengd koor, slagwerk en piano
- 1993 Canticles of Winds, voor gemengd koor a capella - tekst: van Japanse oude dichters
  1. Sasa-Hara Kaze-Fukeba...,
  2. Kaze-wo-Itami
- 1993 Sounds of the tides, voor vrouwenkoor en orgel - tekst: Stéphane Mallarmé (vertaald door B. Ueda)
  1. Toki
  2. Minatsuki
  3. Rakuyou
  4. Sango-sho
  5. Haru-No-Asa
- 1993 Hearing the Cosmos, voor gemengd koor en slagwerk - tekst: Shuntaro Tanikawa
- 1993 Tree of Life, voor gemengd koor en piano (vierhandig) - tekst: Hannya-Shingyo in Sanskriet
- 1993 Brightness of Silver is..., voor vrouwenkoor a capella - tekst: Griekse lyriek (vertaald door M. Kure)
- 1993-1996 Whispering of Wind, twee stukken voor vrouwenkoor a capella - tekst: Takuji Ohte
  1. Blue Wind
  2. A Reed of Creation
- 1995 Tree of Spirit, voor vrouwenkoor a capella (vocalise)
- 1995 Boat of Spirit, treurmuziek voor gemengd koor en piano - tekst: Kenji Miyazawa en Gen Tanigawa
- 1995 Kabe kieta, voor gemengd koor a capella
- 1995 Live, voor vrouwen-, mannen- en gemengd koor a capella
- 1996 Wind of Spirit, voor vrouwenkoor en 17-snaren koto
- 1996 Sprititual Field, voor gemengd koor a capella
- 1996 Ashita Umareru, voor mannenkoor a capella
- 1996 Nankaifu, voor vrouwenkoor en piano
- 1996 Hi no yama no komoriuta, voor vrouwenkoor en piano
- 1996 Hokkyokusei no komoriuta, voor gemengd koor a capella
- 1997 Arbor Lucis, voor vrouwenkoor a capella
- 1998 Three Gentle Songs, voor gemengd koor en piano
- 1998 Umiyo Utatte, suite voor gemengd koor en piano - tekst: Yoko Kurumagi
- 1999 Kodama-Otodama, in twee delen, voor vrouwenkoor en piano - tekst: uit Manyoshu
- 1999 Hataori-Mushi, voor vrouwenkoor en piano - tekst: Gan Tanigawa
- 1999 Hymn of Life, vier stukken voor gemengd koor en piano - tekst: Hiroshi Kawasaki
- 2000 Goura, voor gemengd koor a capella
- 2000 Musical time "Six Waltzes", voor gemengd koor en piano - tekst: Hiroshi Kawasaki
- 2000 Cantus Spiritum, drie stukken voor gemengd koor en piano - tekst: Eiichi Tsunoda en J. Keats
- 2000 Voces Terrarum, voor gemengd koor a capella - tekst: Eiichi Tsunoda
- 2001 Muryoju-Nyorai, voor gemengd koor a capella - tekst: Shinran Shonin
- 2001 Lux Fiat, voor vrouwenkoor, viool, klarinet, cello en piano - tekst: Bijbel
- 2001 Nihon ga Mienai, voor mannenkoor a capella - tekst: Kozo Takeuchi
- 2001 Anima III, voor vrouwenkoor en piano
- 2002 Hone no Utau, voor gemengd koor a capella - tekst: Kozo Takeuchi
- 2002 Tempus Adventus, voor zes glasharmonica's en gemengd koor
- 2003 Katami (A Memento), voor vrouwenkoor en piano - tekst: Yoshiharu Kawaguchi
- 2004 Forest's Life, voor kinderkoor, glasharmonica, 4 alt-trombones en piano - tekst: Sachiko Murata
- 2005 Five Chansons, voor vrouwenkoor en piano - tekst: Yoko Yamamoto
- 2007 Concerto for Chorus "Bios", voor gemengd koor a capella - tekst: Dante Alighieri, Kenji Miyazawa en anderen
- 2007 Five Pop Songs, voor vrouwenkoor en piano - tekst: Mikio Nabeshima
- 2007 Gift from the dead, voor gemengd koor a capella - tekst: Hiroshi Osada

#### Liederen
- 1972 Five Fairy Tales, voor sopraan en piano - tekst: Etsuko Bushika
- 1974 Cape in Spring, voor sopraan en piano - tekst: Tatsuji Miyoshi
- 1988 Two Prayer Songs, voor tenor en piano
- 1988 Yamatoshi-Uruwasi, voor bariton en piano (vierhandig)
- 1989 Au-mi, voor sopraan, viool, cello en piano
- 1993 Ame-no-Kugayama, twee liederen voor bariton en piano (vierhandig) - tekst: uit Kojiki
  1. Miyazu-Hime
  2. Yamato-shi-Uruwashi
- 2000 Anima I, voor sopraan en piano
- 2002 Anima Canito, voor sopraan en orgel
- 2003 Katami (A Memento), voor sopraan en piano - tekst: Yoshiharu Kawaguchi
- Songs in White, Songs in blue, in drie boeken, ieder boek heeft 21 liederen - tekst: Gan Tanigawa

### Kamermuziek
- 1984 Three Elegies, voor viool en piano
- 1987 Fuin I, voor altsaxofoon en cello
- 1989 Kazane, voor klarinet, viool en cello
- 1994 Strijkkwartet
- 1995 Fujin-Raijin (God van de wind, God van de donder) , voor grote Japanse trom en orgel
- 1996 The Soul Bird, voor dwarsfluit en piano
- 1996 Trees in a Dream, voor marimba en strijkkwartet
- 1997 Garden in the Light, voor 2 violen, altviool, cello en piano
- 1998 Fairy Ring, voor klarinet en piano
- 1999 Music "Melos II", voor dwarsfluit en gitaar
- 2000 Lux originis, voor viool, klarinet, cello en piano
- 2001 Sonitus vitalis I, voor viool en piano
- 2001 Sonitus vitalis II, voor viool en piano
- 2002 Klarinet spiral, voor twee klarinetten
- 2005 Dance Suite - I love Lucy, voor twee violen

### Werken voor orgel
- 1991 Wind Spiral

### Werken voor piano
- 1982 Various Divines
- 1983 In the Twilight (Preludes), voor twee piano's
- 1986 Three Valses, voor twee piano's
- 1992 Preludes of the Wind
- 2000 Ach, Bach-I
- 2006 March's

### Werken voor traditionele Japanse instrumenten
- 1976 Tenn, voor groot ensemble van Japanse instrumenten
- 1980 Prelude, voor 20-snaren koto en 17-snaren koto
- 1982 Three Elegies, versie voor koto solo
- 1983 Odyssey, voor koto-ensemble
- 1986 Yujaku-no-mai, voor ensemble van Japanse instrumenten
- 1987 Faraway from the far past, concert voor 17-snaren koto en koto-ensemble
- 1988 Fuin II, voor 3 shakuhachi
- 1989 Ou-no-shima, voor twee 20-snaren koto
- 1990 Hearing the Winds, voor groot ensemble van traditionele Japanse instrumenten
- 1991 Moving, voor koto-ensemble
- 1993 Renge-no-mai, voor 2 shakuhachi en 4 groepen van koto's
- 1993 Sacred song in blue, voor 3 kotospelers
- 1994 Hearing the Trees, voor groot ensemble van Japanse instrumenten
- 1995 Altyrre - Dream Time, voor 20-snaren koto en cello
- 1995 A Pearl of the Prime, voor shakuhachi, 20-snaren koto, slagwerk en contrabas
- 1998 Voces Temporis, voor 2 shakuhachi en 3 koto's
- 2000 Anima II, voor Shamisen
- 2001 Ame-no-manai, voor 20-snaren koto

### Werken voor slagwerk/percussie
- 1975 For marimba I[2]
- 1979 For marimba II
- 1978 Enlacage II, voor 3 slagwerkers
- 1980 Enlacage III, voor 2 marimba en 2 slagwerkers
- 1990 Shape of Wind, voor vibrafoon
- 1993 Heterorhytmix (oorspronkelijke titel: "Planets Dance"), voor 6 slagwerkers

### Elektronische muziek
- 1988 Heterorhythmix, voor computer (Yamaha HX)
- 1991 Dual Personality, voor 15-snaren koto en synthesizer

### Pedagogische werken
- Violin Song Book, voor viool en piano

## Media
1. ↑  From Eternity door Yuuka Kamerkoor o.l.v. Hiroki Jujii
2. ↑  For marimba I

- CiNii: DA08562616
- Gemeinsame Normdatei: 134928369
- International Standard Name Identifier: 0000 0000 8093 2043
- Library of Congress Control Number: n95080112
- MusicBrainz: 80cbe4e6-8c86-4158-b036-2a47ee037f45
- Bibliotheek van het Japanse parlement: 00054455
- Nationale Bibliotheek van Tsjechië: xx0185780
- Nederlandse Thesaurus van Auteursnamen: 341416215
- Virtual International Authority File: 14021442
- WorldCat: E39PBJht4pyJJgywqQC8jWBXVC